# Kishoreganj
Kishoreganj (bengalisch কিশোরগঞ্জ) ist eine Stadt im Nordosten von Bangladesch und der Verwaltungssitz des gleichnamigen Distrikts in der Division Dhaka.

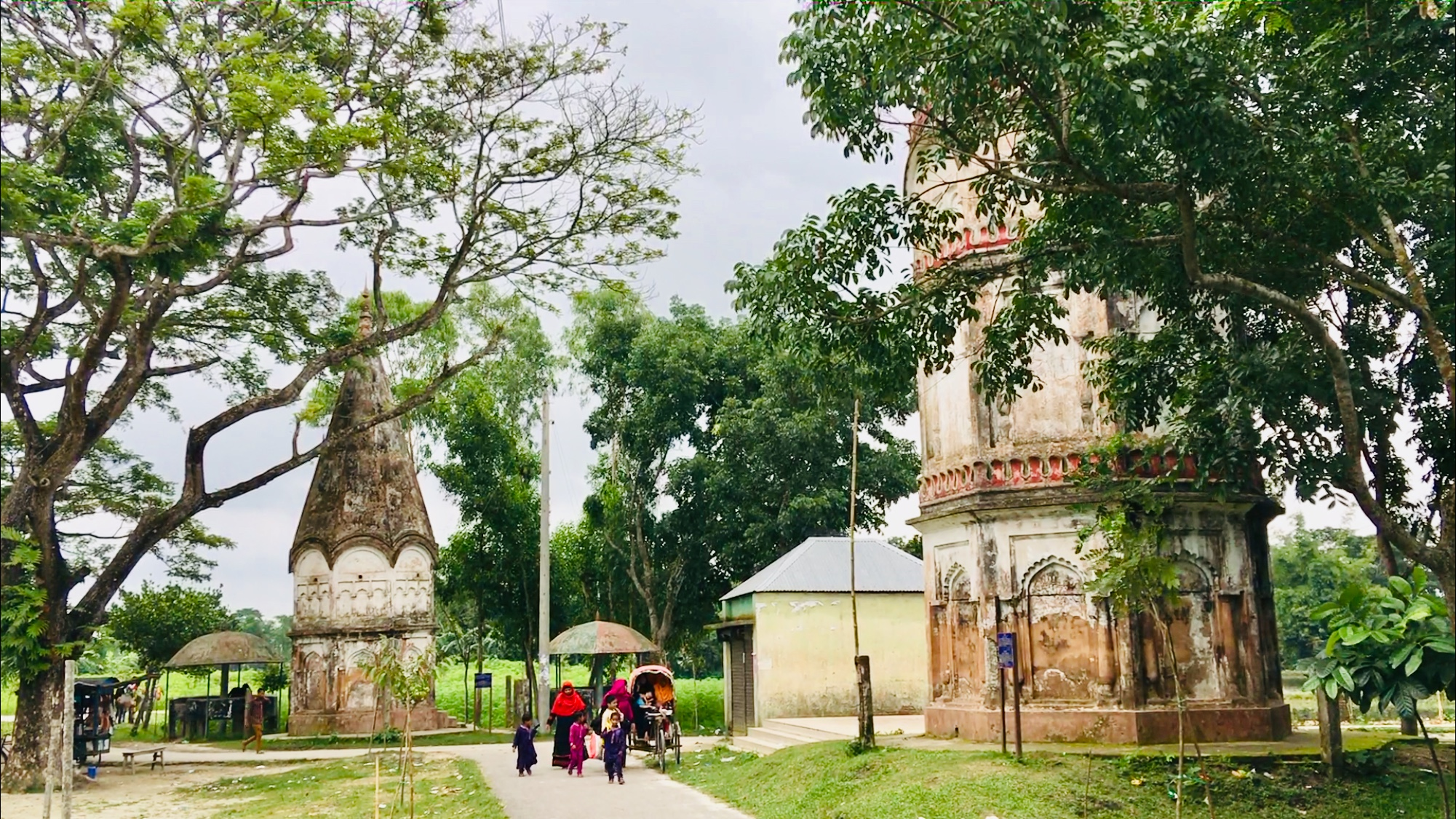
Chandrabati Tempel

Die Stadt liegt am Narasunda, einem während der trockenen Jahreszeit weitgehend austrocknenden Seitenarm des Alten Brahmaputra.
Die Bevölkerung der Stadt wuchs von 60.269 im Jahre 1991 auf 77.610 im Jahre 2001 und auf 103,798 bei der Volkszählung von 2011.